# Rhynchitomacer cortesi
Rhynchitomacer cortesi is een keversoort uit de familie bastaardsnuitkevers (Nemonychidae). De wetenschappelijke naam van de soort werd in 1959 gepubliceerd door Guillermo Kuschel.